# Dōjōji (opera nō)

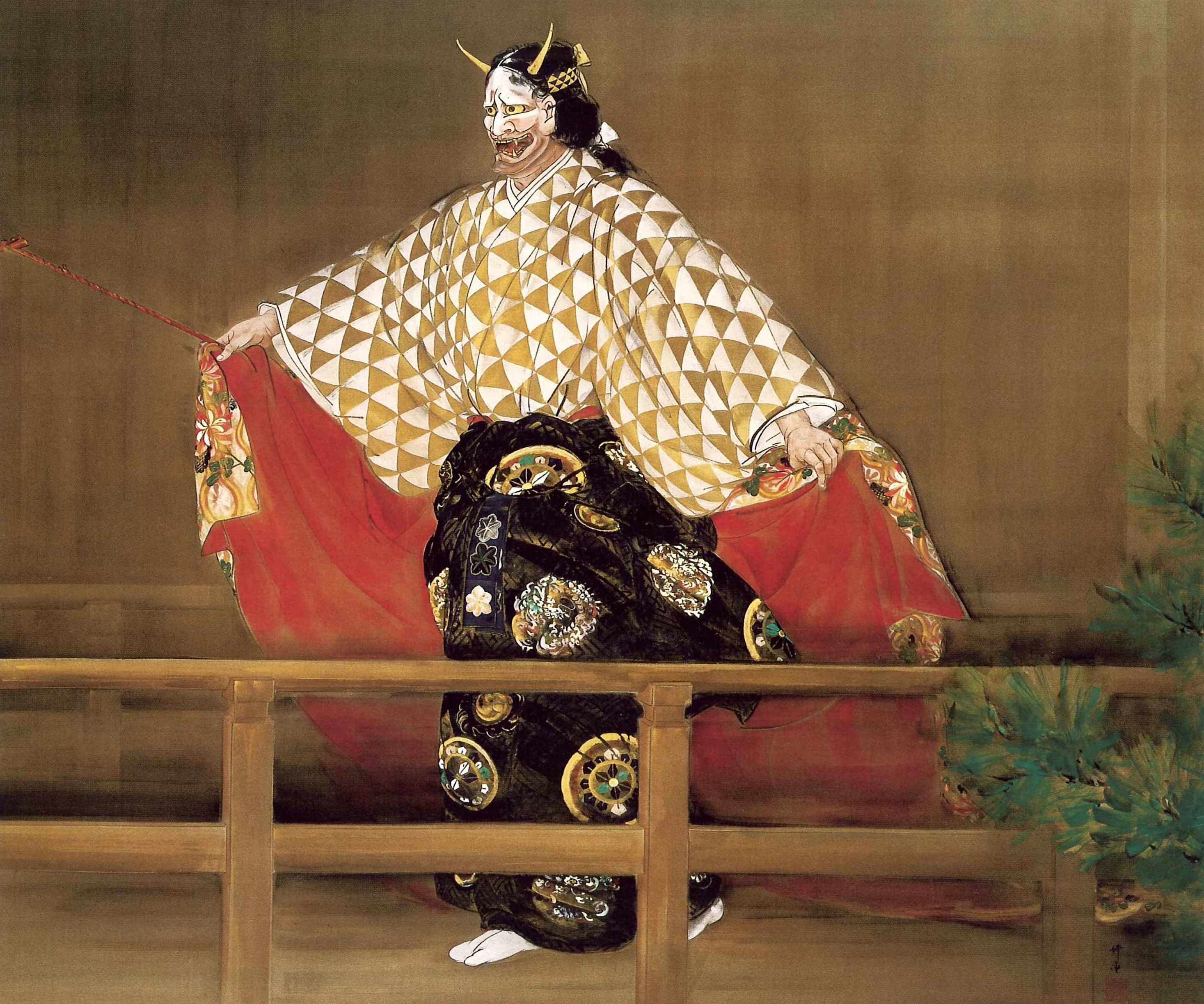
Dipinto di Kōgyo Tsukioka rappresentante un'esibizione di Dōjōji

Dōjōji (道成寺?) è un'opera nō di 4ª Categoria (rappresentazioni varie). Composta da un autore sconosciuto, tradizionalmente viene attribuita a Kan'ami e revisionata da Zeami, mentre altri attestano la paternità di questa rappresentazione a Kanze Nobumitsu. Derivata da un dramma del XV secolo Kanemaki ("Intrappolata in una campana"), esistono molte variazioni e molte sceneggiature, oltre ad un popolare adattamento per il teatro kabuki intitolato Musume Dojoji. Ambientata nel tempio buddhista Dōjō-ji, nella provincia di Kii, racconta di uno spirito-serpente con intenti vendicativi e di una campana votiva. Si tratta dell'unico sceneggiato del teatro nō ad usare un oggetto di scena - una grande campana.

## Trama
Il tempio Dōjō-ji, nella provincia di Kii, non ha campane da molti anni. Ma oggi è un giorno propizio e l'Abate di Dōjōji dispone che venga innalzata una nuova campana sul campanile shōrō. Con grande sforzo i servitori del tempio riescono a issarlo in posizione.
Per ragioni che l'Abate non spiegherà, l'installazione richiede l'assenza di tutte le donne nell'area del tempio. Ma una ballerina si avvicina al cancello e, con un'esibizione improvvisata, convince il servitore di guardia ad accoglierla.
Continuando a ballare davanti agli spettatori ipnotizzati, si avvicina lentamente alla campana, iniziandola a colpirla con violenza e a saltare, standone al suo interno. Ad un certo punto, i tiranti non ancora ben fissati cedono al peso della campana, facendola cadere fragorosamente a terra
I servi si riprendono dal loro stato di trance e vedono che la campana è a terra. Solo con difficoltà ricordano cosa è successo, correndo a riferire quanto accaduto all'Abate, che arriva in gran fretta. Egli rimprovera i servi e racconta loro cosa è successo alla campana precedente: molti anni prima, un sacerdote delle province settentrionali faceva un viaggio annuale ad un santuario kumano, fermandosi ogni volta a casa dell'amministratore di quel posto, portando regali per la figlia dell'uomo, Kiyohime. Ella si innamorerò del sacerdote, e il padre, per scherzo, le disse che quando sarebbe cresciuta sarebbe stata sua moglie.
Non rendendosi conto dell'ironia di queste parole, un anno affrontò il monaco, chiedendogli di prenderla in sposa. Quando vide che lei non avrebbe accettato un no come risposta, il sacerdote sgattaiolò fuori dalla casa dell'amministratore, attraversò un fiume in piena fino a Dōjōji e chiese agli abitanti del tempio di nasconderlo. Essi acconsentirono e lo fecero coprire da una campana. Quando arrivò di corsa la ragazza, non riuscendo ad attraversare il fiume, nella sua rabbia si trasformò in un serpente gigante e nuotò fino al tempio, si avvolse attorno alla campana, che diventò incandescente e bruciò vivo il sacerdote all'interno.
Sentendo ciò, i servi decidono di eseguire un esorcismo contro il suo spirito malevolo. Pregano i cinque myōō, o Re Guardiani dell'Est, del Sud, dell'Ovest, del Nord e del Centro e recitano parte del Voto di Fudō. Con grande difficoltà, essi riescono a sollevare la  campana e il demone a fuggire da sotto. I sacerdoti pronunciano invocazioni a tre dei cinque Re Drago e usando la preghiera e brandendo i rosari riescono a scacciare il mostruoso serpente, che salta nel fiume Hidaka e svanisce sotto le onde.

## Origini
La prima versione conosciuta di questa storia si trova in Honchō Hokke Genki (1040 circa), una raccolta di storie di miracoli buddisti.
Si pensa che Dōjōji derivi da un'opera più sostanziale chiamata Kanemaki, che viene ancora rappresentata occasionalmente.

## Ambientazione

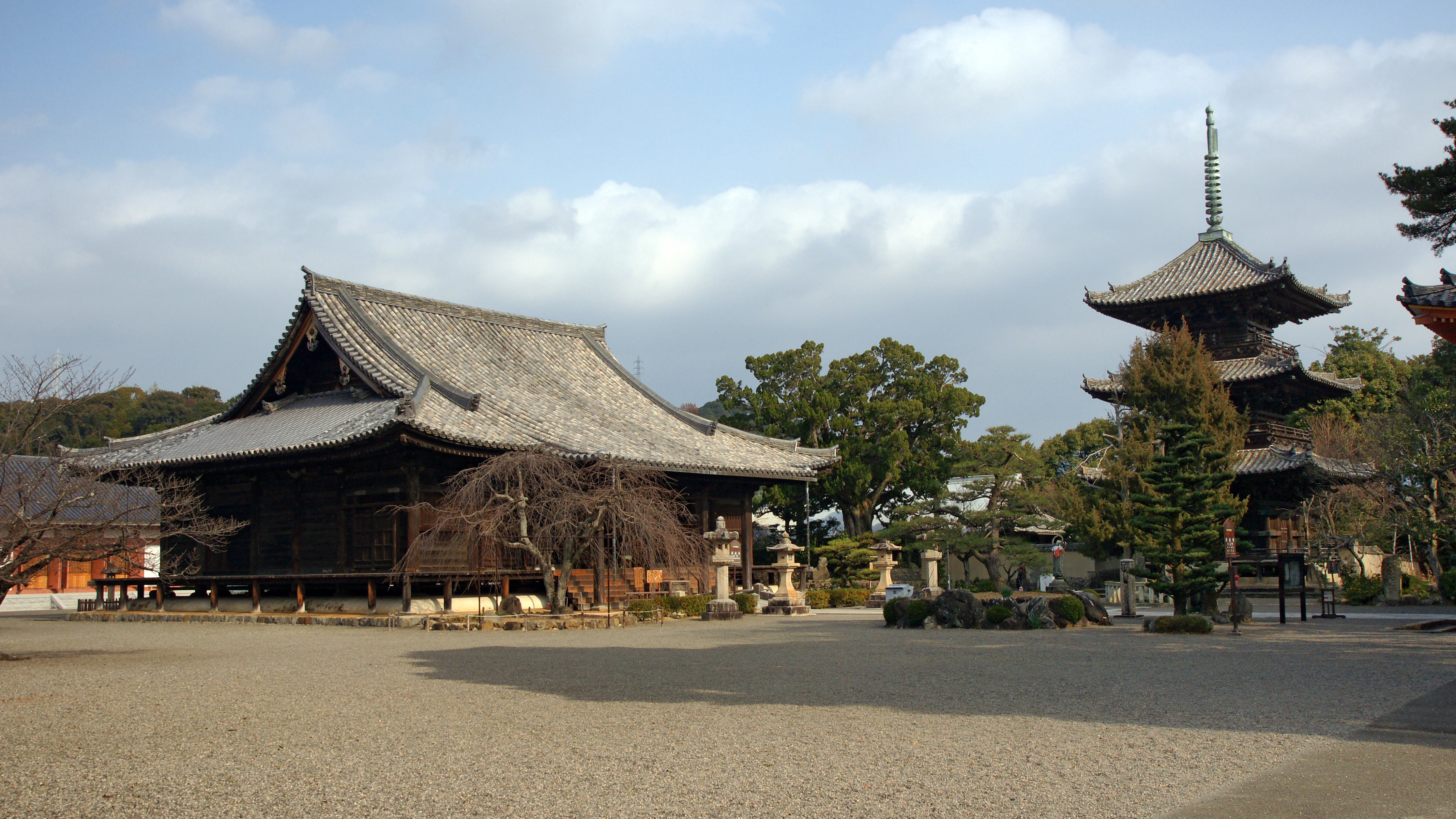
Il tempio Dōjōji

Il tempio Dōjō-ji si trova nella città di Hidakagawa, nella prefettura di Wakayama.

## Campana
A causa della presenza della campana in questa commedia, i palcoscenici dedicati al nō posseggono tutti un gancio, utilizzato per tenere questa campana al centro del tetto, e un anello di metallo nella parte superiore del palco a sinistra per tenere la corda quando la si abbassa; questi attrezzi sono utilizzati solamente per questa rappresentazione. La sceneggiatura prevede un cambio di costume all'interno della campana, il che è molto impegnativo, dato che viene fatto da soli, al buio e in un ambiente angusto, quando, normalmente, un costume nō viene indossato dall'attore con l'aiuto di diversi assistenti. Di conseguenza, questo ruolo è riservato agli attori più esperti.
La campana è molto pesante e, se abbassata in modo improprio, può ferire la persona al suo sotto, richiedendo quindi che l'addetto che abbassa la campana sia in perfetta sincronia con l'attore. Per evitare tragedie, la persona all'interno dell'attrezzatura suona un campanello per segnalare che il cambio costume è andato a buon fine e che è pronto per eseguire il secondo atto.